# I'm Gonna Be (500 Miles)
Ne doit pas être confondu avec la chanson 500 Miles
Singles de The Proclaimers
Make My Heart Fly Sunshine on Leith
I'm Gonna Be (500 Miles) est une chanson du groupe de musique écossais The Proclaimers. Sortie en single en août 1988, elle est extraite de l'album Sunshine on Leith. Elle est une de leurs chansons les plus connues.
Cette chanson connaît le succès lors de sa sortie initiale, se classant no 11 des ventes au Royaume-Uni en 1988 puis no 1 en Australie et en Nouvelle-Zélande en 1989.
Elle se fait connaître dans d'autres pays en 1993 grâce à son utilisation dans la bande originale du film Benny and Joon de Jeremiah S. Chechik. Elle atteint notamment la 3e place du Billboard Hot 100 aux États-Unis .
Elle revient sur le devant de la scène en 2007 dans l'épisode Passer le cap (Arrivederci, Fiero) de la saison 2 de How I Met Your Mother, ainsi que dans l'épisode 5 de la saison 5 (Dual Citizenship).
Pour le Red Nose Day, un téléthon britannique organisé pour soutenir l'organisation caritative Comic Relief, le groupe sort une nouvelle version de la chanson en mars 2007 enregistrée en compagnie des comédiens anglais Peter Kay et Matt Lucas, lesquels tiennent des rôles de personnes en chaise roulante dans les séries télévisées Phoenix Nights (en) et Little Britain.
Elle se classe en tête des ventes au Royaume-Uni.
En 2014 elle apparaît, avec d'autres chansons du groupe, dans le film musical Sunshine on Leith (au titre homonyme de l'album des Proclaimers sorti en 1988).
I'm Gonna Be (500 Miles) fut utilisé dans d'autres films ou des séries télévisées, comme Cadavres à la pelle (Burke and Hare) de John Landis en 2010, La Part des anges (The Angels' share) de Ken Loach en 2012, Bachelorette de Leslye Headland en 2012 et Derry Girls de Lisa McGee en 2019. La chanson est également présente dans l'épisode 25 de la saison 4 de la série Les Griffin.
La série Grey's Anatomy l'utilise  dans le 23e épisode de sa saison 9, lorsque Matthew Taylor demande April Kepner en mariage.
Elle a également été reprise par le chanteur norvégien Alexander Rybak.
Le 16 février 2025, David Tennant la reprend pour l'ouverture des BAFTA.

## Classements hebdomadaires
| Classement (1988-1989)         | Meilleure position |
| ------------------------------ | ------------------ |
| Australie (ARIA)               | 1                  |
| Irlande (IRMA)                 | 14                 |
| Nouvelle-Zélande (RMNZ)        | 1                  |
| Royaume-Uni (UK Singles Chart) | 11                 |

| Classement (1993)                      | Meilleure position |
| -------------------------------------- | ------------------ |
| Allemagne (Media Control AG)           | 40                 |
| Autriche (Ö3 Austria Top 40)           | 5                  |
| Belgique (Flandre Ultratop 50 Singles) | 42                 |
| Canada (100 Singles)                   | 4                  |
| États-Unis (Billboard Hot 100)         | 3                  |
| Suisse (Schweizer Hitparade)           | 36                 |

| Classement (2007)              | Meilleure position |
| ------------------------------ | ------------------ |
| Irlande (IRMA)                 | 7                  |
| Royaume-Uni (UK Singles Chart) | 1                  |